# Deux fiancés à l'épreuve
Pour plus de détails, voir Fiche technique et Distribution.
Deux fiancés à l'épreuve est un film muet français réalisé par Georges Monca, sorti en 1909.

## Fiche technique
- Titre : Deux fiancés à l'épreuve
- Titre anglophone (États-Unis) : Testing Their Love
- Réalisation : Georges Monca
- Scénario : Jean Sigaux
- Photographie :
- Montage :
- Société de production : Société cinématographique des auteurs et gens de lettres (S.C.A.G.L)
- Société de distribution : Pathé Frères
- Pays d'origine :  France
- Langue : film muet avec les intertitres en français
- Métrage : 185 mètres
- Format : Noir et blanc — 35 mm — 1,33:1 — Muet
- Genre :  Comédie
- Durée : 6 minutes et 10 secondes
- Numéro de catalogue Pathé : 7255
- Dates de sortie :
  - France : décembre 1909
  - États-Unis : 17 janvier 1910

## Distribution
- Charles Prince : Hubert de La Frousse
- Pierre Achard : Constantin Jettoilawa
- Jane Eyre : la comtesse de Charmeuse